# 哈德姆 (堪薩斯州)
哈德姆（英語：Haddam）是一個位於美國堪薩斯州華盛頓縣的城市。

## 地方資料
根據2020年美國人口普查的數據，哈德姆的面積為0.89平方千米，當中陸地面積為0.89平方千米，而水域面積為0.00平方千米。當地共有人口110人，而人口密度為每平方千米123.6人。